# Irodalmi Almanach
Irodalmi Almanach – az Román Népköztársaság (RNK) Írószövetsége Kolozsvári Tagozatának folyóirata. Négy évfolyamon át váltakozó időközökben jelent meg 1949 januárja és 1953 márciusa között 17 kötetben, összesen 2519 oldal terjedelemben. Egy bizottság szerkesztette, élén Tamás Gáspárral. Mellette dolgozott a fiatal Kányádi Sándor, később bekapcsolódott a szerkesztésbe Kiss Jenő, Létay Lajos.

## Tartalmáról
Az aktuális kommunista ideológia irányában elkötelezett szépirodalmi alkotások közlése mellett állandó rovatot biztosított az időszerű ideológiai kérdések taglalásának, kifejezésre juttatva a világ népeinek békevágyát, rendszeresen közölt szemelvényeket a szovjet és a kínai irodalomból, s újszerű megvilágításban méltatta a magyar irodalom 19. századi klasszikusait. Széles körű munkatársi gárdája folytán – melynek sorában a már kiforrott íróegyéniségek mellett az akkor induló fiatal nemzedék képviselői is szerepeltek – az Irodalmi Almanach az időszak romániai magyar életének szinte teljes keresztmetszetét adta. Ezt a szerepét az 1953-ban megindult marosvásárhelyi Igaz Szó vette át.
Az Irodalmi Almanach 1952-es évfolyamától kezdve néhány reprodukciót is közölt; főként Kovács Zoltán Nicolae Bălcescu-képe és Miklóssy Gábor Móricz Zsigmond-portréja érdemel ikonográfiai figyelmet.